# Buch in Tirol
Buch in Tirol  är en kommun i distriktet Schwaz i förbundslandet Tyrolen i Österrike. Kommunen hette före 15 juli 2010 Buch bei Jenbach.
Kommunen består av en ort (Ortschaft) (inom parentes invånarantal 1 januari 2024):
- Buch (2 605)